# Batalha da Floresta de Hürtgen
A Batalha da Floresta de Hürtgen (em alemão:  Schlacht im Hürtgenwald) foi uma série de combates ferozes travados de 19 de setembro a 16 de dezembro de 1944, entre as forças americanas e alemãs na Frente Ocidental da Segunda Guerra Mundial, na Floresta de Hürtgen, a 140 km 2 (54 sq mi) área cerca de 5 km (3,1 mi) a leste da fronteira belga-alemã. Foi a batalha mais longa travada em solo alemão durante toda a guerra e também a batalha mais longa já lutada pelo Exército norte-americano. Os combates aconteceram entre 19 de setembro de 1944 e se seguiram até 16 de dezembro, sobre apenas 130 km² de terreno, a oeste da fronteira belga-alemã.
O principal objetivo dos americanos era manter a pressão e forçar as tropas alemãs na área a permanecerem no local e impedir que elas se dispersassem e fossem reforçar as unidades que lutavam na cidade Aachen ao norte, onde o exército dos Estados Unidos estava lutando contra uma rede de cidades e vilas industriais fortificadas da Linha Siegfried salpicadas de casamatas, armadilhas para tanques e campos minados. Outro objetivo seria flanquear as forças inimigas na linha de frente. A missão inicial dos americanos era tomar a cidade de Schmidt, liberar Monschau e avançar até o rio Rur. Walter Model pretendia paralisar o ataque Aliado e reverter a situação. Apesar dele interferir menos nas decisões das unidades pequenas do que ele havia feito em Arnhem, na Holanda, ele ainda se mantinha informado do que acontecia, reduzindo o progresso Aliado, infligindo pesadas baixas ao inimigo e tomando vantagem das fortificações que os alemães chamavam de Westwall, que era chamada pelos Aliados de Linha Siegfried.
A batalha em Hürtgen custou ao 1º Exército americano 33 000 homens entre mortos e feridos; as baixas sofridas pelos alemães chegaram a 28 000. Aachen foi eventualmente ocupada pelos Aliados em 22 de outubro, com um alto custo em vidas para o 9º Exército americano. O avanço do 9º Exército até o Rur não foi muito bom e eles não conseguiram cruzar o rio ou tomar qualquer barragem pertencente aos alemães. Hürtgen teve um preço tão alto que foi chamado pelos Aliados de "uma derrota de primeira magnitude", creditada ao talento do general nazista Model.
Os alemães defenderam a área ferozmente por dois motivos: servia como uma área de preparação para a ofensiva nas Ardenas que já estava nos estágios finais de planejamento, e as montanhas na região davam acesso a Barragem de Schwammenauel no começo do lago Rur (Rurstausee) que, se aberta, inundaria as áreas abaixo do leito do rio impossibilitando a travessia. Os Aliados só se deram conta disso após vários reveses e os alemães puderam manter a região por tempo suficiente para que a sua última grande ofensiva na Frente Ocidental fosse iniciada, nas Ardenas.